# المذيع: أسطورة رون بورغاندي
المذيع: أسطورة رون بورغاندي (بالإنجليزية: Anchorman: The Legend of Ron Burgundy)‏ أو اختصار المذيع هو فيلم كوميدي تم إنتاجه في الولايات المتحدة وصدر في سنة 2004. الفيلم من إخراج آدم مكاي والمنتج جاد أباتاو. وبطولة ويل فيرل، واشترك في كتابته كلاً من مكاي وفيرل.
الفيلم ساخر ومأخوذ على ثقافة السبعينات، وخاصة في تنسيق الأخبار الجديدة. تدور أحداث الفيلم في محطة تلفزيون سان دييغو حيث يصطدم شخصية فيرل (المذيع) مع نظيرته المذيعة الجديدة. الفيلم هو رقم 100 على قائمة برافو لأطرف 100 فيلم، ورقم 113 على قائمة إمباير لأعظم 500 فيلم في كل الأوقات. وفي 18 ديسمبر 2013, تم إطلاق النسخة الثانية من الفيلم بعنوان المذيع 2: الأسطورة تستمر.

## طاقم الممثلين
- ويل فيرل في دور - رون بورغاندي، صحفي حائز على جائزة إيمي خمس مرات (المحلية) والمذيع الرئيسي لقناة خيالية KVWN 4 .واثق دائما وحسن هندامه. كما انه يحب الشراب والشعر، ويحب كلبه باكستر كثيراً.
- كريستينا أبلغيت في دور - فيرونيكا كورينغستون، صحفية من آشفيل، كارولاينا الشمالية، تطمح لتصبح مذيعة الشبكة، وتريد أن تؤخذ على محمل الجد في غرفة الأخبار التي يهيمن عليها الذكور.
- بول رود في دور - براين فانتانا، مراسل قناة KVWN الأخبارية، أنيق ومفرط في أناقته.وهو أيضا متعجرف، ومغرور، ويكره النساء، نرجسي ويبالغ في تقدير صفاته الشخصية.
- ستيف كارل في دور - بريك تاملاند، خبير الارصاد الجوية لفريق أخبار KVWN, وهو طيب القلب ومخلص ولكن ليس لامعاً جداً، ولديه عادة تقديم معلومات غير مطلوبة أو غير ذات صلة.
- ديفيد كويشنير في دور - تشامب، مقدم القناة للبرامج الرياضية. وهو العضو الأكثر تعصباً في فريق الأخبار.
- فريد آرميسين في دور - تينو، صاحب المطعم الذي يتردد عليه رون.
- فينس فون في دور - ويس مانتوث، المذيع الرئيسي لقناة KQHS المنافسة لفريق أخبار 9 مساء، والمنافس الرئيسي لـ (رون بورغاندي).
- كاثرين هان في دور - هيلين، وهي موظفة في KVWN.
- فريد ويلارد في دور - إدوارد «إد» هاركن، مدير الأخبار KVWN، ويقوم بعمل جيد لإدارة الأخبار، ولكن ليس أكثر من إدارة ابنه، كما انه يتلقى باستمرار مكالمات هاتفية تتعلق بالحادث الأخير الذي تسبب به ابنه.
- كريس بارنيل في دور - غارث هوليداي، مساعد «إد» في القناة. بطله هو رون بورغاندي. فريق الأخبار يتجاهله في كثير من الأحيان، بالإضافة لمهمة الرئيسية في المحطة، يعمل على إبقائهم بعيدا عن المشاكل.

## الميزانية والإيرادات
بلغت تكلفة إنتاج الفيلم حوالي 26 مليون دولار، وحقق الفيلم 28.4 مليون دولار في الاسبوع الأول من عرضه، بينما حقق أرباحا تقدر بـ 90,574,188 دولار.

## روابط خارجية
- AnchormanMovie.com – الموقع الرسمي
- المذيع: أسطورة رون بورغاندي على موقع IMDb (الإنجليزية)
- المذيع: أسطورة رون بورغاندي على موقع ميتاكريتيك (الإنجليزية)
- المذيع: أسطورة رون بورغاندي على موقع روتن توميتوز (الإنجليزية)
- المذيع: أسطورة رون بورغاندي على موقع نتفليكس (الإنجليزية)
- المذيع: أسطورة رون بورغاندي على موقع قاعدة بيانات الأفلام العربية
- المذيع: أسطورة رون بورغاندي على موقع ألو سيني (الفرنسية)
- المذيع: أسطورة رون بورغاندي على موقع Turner Classic Movies (الإنجليزية)
- المذيع: أسطورة رون بورغاندي على موقع أول موفي (الإنجليزية)
- المذيع: أسطورة رون بورغاندي على موقع بوكس أوفيس موجو (الإنجليزية)
- المذيع: أسطورة رون بورغاندي على موقع فيلمافينيتي (الإسبانية)
- المذيع: أسطورة رون بورغاندي على موقع أول موفي.